# マルセイバターサンド
マルセイバターサンドは、北海道帯広市の六花亭が販売している菓子。同社の販売額のおよそ4割を占める代表的な菓子であり、北海道土産としての知名度が高い。パッケージに記載されている「バ成タ」という文字から「バナリタ」の愛称で親しまれている。

## 概要

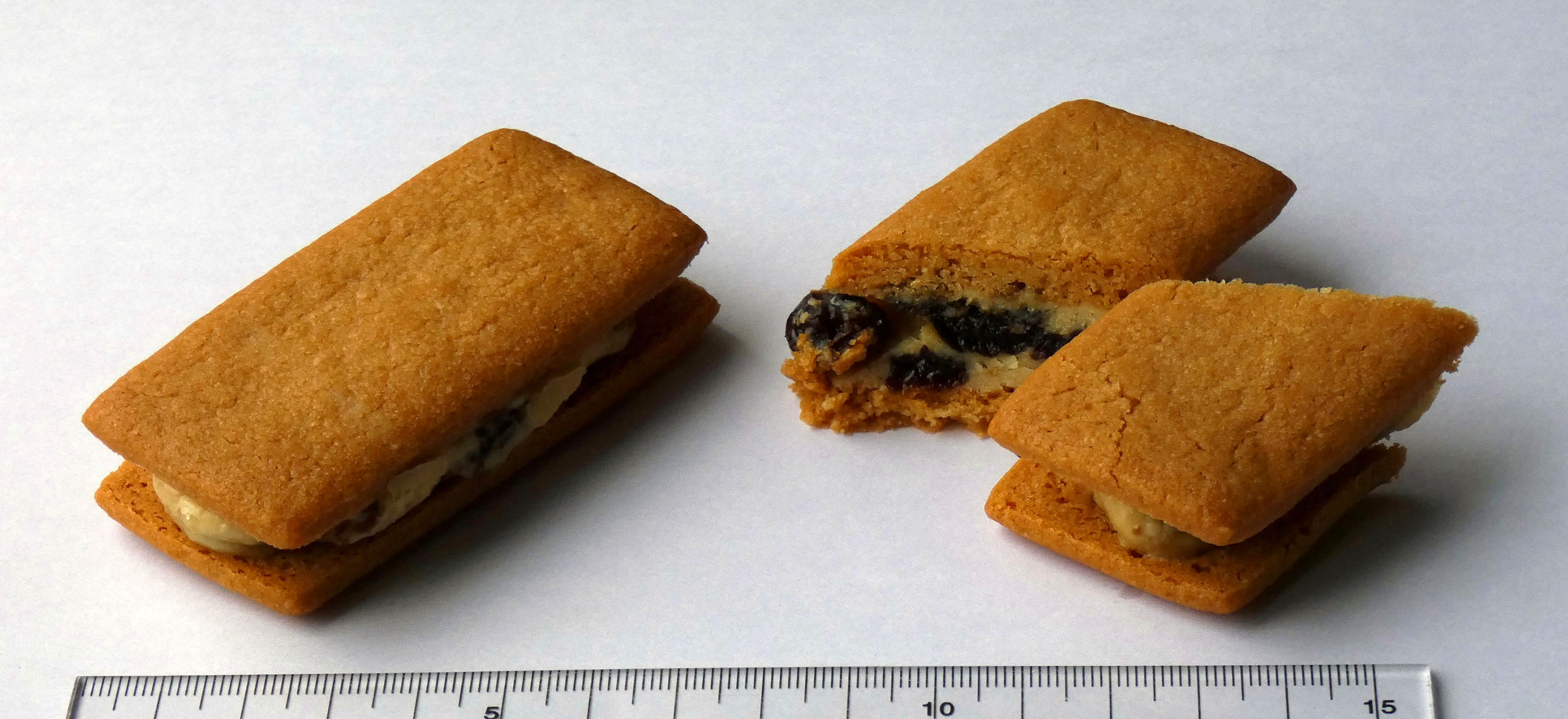
断面

六花亭専用の北米産小麦粉でつくったビスケットで、ホワイトチョコレートと北海道産生乳100パーセントのバターおよびカリフォルニア州産のレーズンをあわせたクリームをサンドしている。バターはこの菓子専用のものであり、ビスケットにもクリームにも豊富に用いられている。長らく道内のみのローカルな人気に留まっていたが、1990年代終盤頃より2000年代初頭にかけ全国的にその名が知られるようになった。単品の土産商品としては赤福や白い恋人と並ぶ大型商品である。
マルセイとは◯の中に成の字を入れたもので、依田勉三の興した晩成社（依田牧場）が1905年（明治38年）に北海道で初めて商品化したバターのことである（当時の表記はマルセイバタ）。マルセイバターサンドの包装は発売当時のマルセイバターのラベルを復刻・再デザインしているため、レトロな外観を持つ。晩成社がバターを開発した当時は、バターは「バタ」と呼ばれていたため、包装にも「バタ」のロゴがデザインされている。
クリームに用いられているホワイトチョコレートが、六花亭が日本で初めて商品化したものであることや、十勝ワインと同じ原料を用いた十勝ブランデーによる隠し味、レーズンの芯を残さないために加えられたラム酒も特色である。

## 開発の経緯

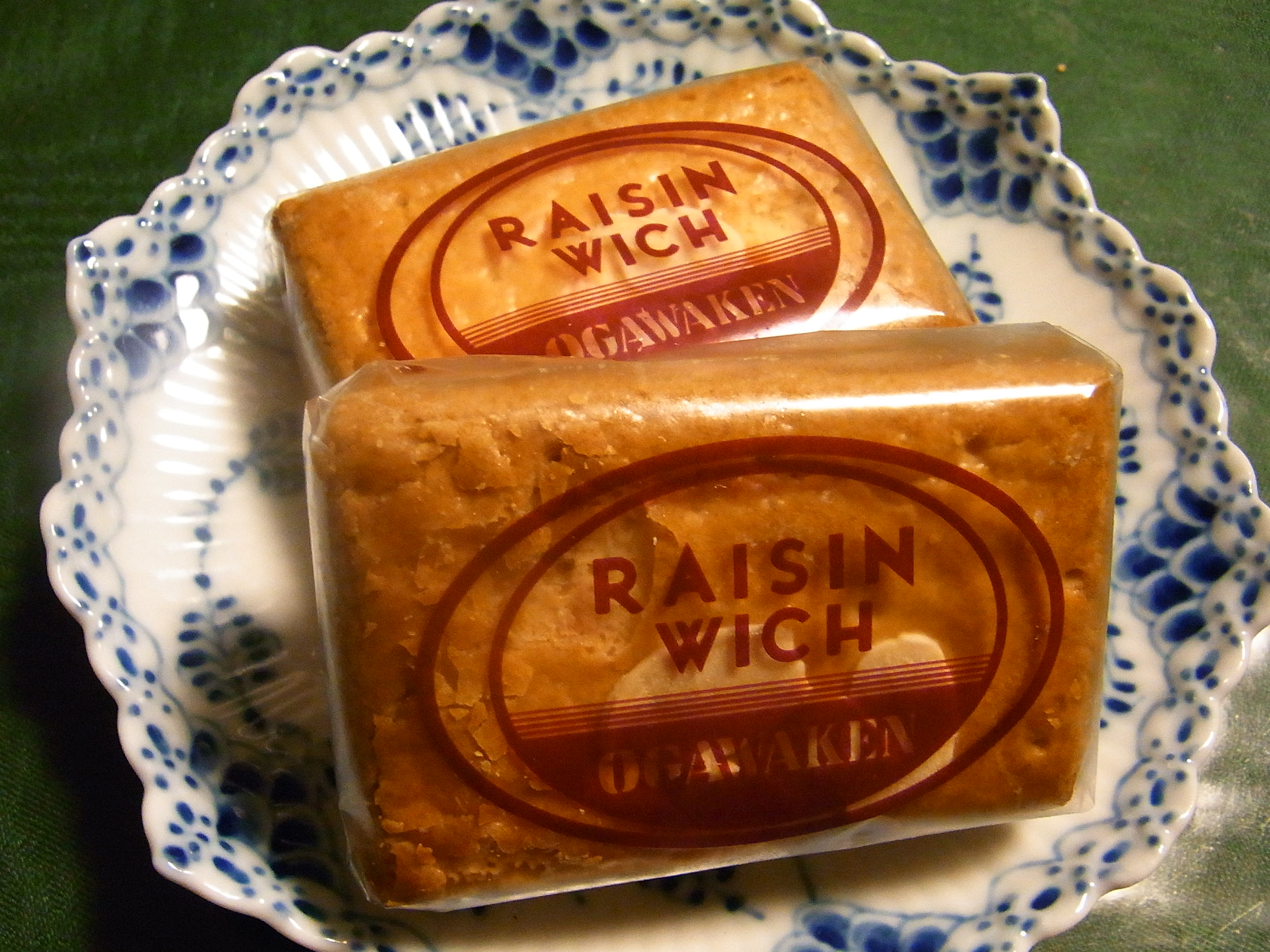
小川軒 レーズンウィッチ（2010年12月8日撮影）

1977年に六花亭製菓の社名変更を記念して発売された。1968年発売の六花亭のホワイトチョコレートが好評を得ていたことから、ホワイトチョコレートを材料とした新たな菓子を模索したことも、開発の理由の一つとなった。当時、代官山の小川軒のレーズンウィッチが高い評価を得ていたことから、これを参考に開発された。
レーズンウィッチはショートニングをクリームに用いていたのに対し、マルセイバターサンドは六花亭の主力製品だったホワイトチョコレートとフレッシュバターで作ったレーズンバターをビスケットで挟んでおり、時間が経ってもサクサクした食感が保たれる。この食感を実現するため、開発に当たっては材料の選定に時間が費やされ、六花亭によれば「納得がいくまで5年かかった」という。

## 反響
六花亭によれば「一度も爆発的に売れたことはないが、減ったこともない」といい、2003年には生産体制がそれまでの年間7400万個から、1億個へと強化された。六花亭の売上の約4割を占める人気商品であり、2012年時点では、最も多い売上の日は約60万個、年間販売額が約75億円に達したロングセラー商品である。
北海道旅行経験者からの評価も高い。北海道新聞情報研究所による2002年のインターネットモニター調査では、「道外土産に購入したいお菓子」として、石屋製菓の白い恋人が30パーセント、マルセイバターサンドが27パーセントを占めた。また味や地域性、原材料を総合的に評価した「北海道を代表する銘菓」としては、白い恋人が37パーセント、マルセイバターサンドが26パーセントであった。朝日新聞社の会員サービス「アスパラクラブ」のウェブサイトで2009年に実施されたアンケート「食べたい手みやげ」では、回答総数8834人の内、マルセイバターサンドが2244人で1位を記録した。財界さっぽろ編集部による2020年の「新千歳空港お土産ランキング」では、白い恋人とカルビーのじゃがポックルに次いで3位、gooランキングで2020年に実施された「最強だと思う北海道のお土産ランキング」では、白い恋人に次いで2位を記録した。
著名人では、作家の泉麻人が、知人からこの菓子を教わって以来、仕事で札幌へ行くたびに、必ず買って帰ると語っている。お笑いタレントの片桐仁も、仕事で北海道へ行き、空港の土産店でパッケージに馴染みがあったことで購入して以来、北海道へ行くたびに購入しており、冷凍保存して食事の代用にしたこともあったという。文筆家の甲斐みのりは、個別包装されているために職場や友人に配りやすいことや、北海道内では多数存在する六花亭の直営店や新千歳空港の土産売場で容易に購入可能なために、「土産菓子の鑑のよう」と評している。